# Deportes caninos
Se llaman deportes caninos a los deportes en los que participan los perros, prueban sus calidades y tratan de ser mejor en su disciplina. Se pueden enumerar los siguientes: 

## Agility
Es una modalidad del salto ecuestre. Fue creado alrededor del aňo 1970 como entretenimiento para el público en una exposición canina en el Reino Unido. En el aňo 1978 se presentó el deporte con el nombre agility. 
En esta disciplina lo que es importante es la velocidad y la precisión. El perro, junto con su guía, corre sobre una serie de obstáculos como por ejemplo el túnel, el eslalon, el salto de longitud, la pasarela, la empalizada,et. Existen diferentes técnicas de cómo dirigir el perro y se han formado muchos grupos y asociaciones que ofrecen practicar este deporte. El agility se ha transformado en un deporte mundial y por eso hay muchos torneos, incluso campeonatos internacionales.

## Flyball
Es un deporte donde compiten dos equipos de cuatro en dos carreras de obstáculos iguales. Cada carrera consiste en cuatro obstáculos de salto y una caja de flyball que tira las bolas. El perro salta por encima de los cuatro obstáculos, coge la bola y corre atrás. Es un deporte que no es muy difícil para los guías de perros y puede practicarlo cualquiera. 

## Dogdancing - baile con perro
Es un deporte donde el perro, bajo la dirección de un guía, hace los ejercicios y trucos al ritmo de la música. Normalmente la serie de los trucos tiene algún tema (por ejemplo el perro como un rescatador). Es muy divertido mirar este deporte pero la disciplina misma requiere mucha práctica. 

## Dogfrisbee
Dogfrisbee es un deporte en el que el guía del perro juega al frisbee con el perro. En el dogfrisbee hay más que una disciplina pero podemos dividirlas en dos grupos principales que son: las disciplinas a distancia y freestyle. En las disciplinas a distancia lo esencial es, como el nombre indica, la distancia. Al contrario, el freestyle es más creativo. Se trata de una serie de ejercicios y trucos con el disco de dos minutos y se hace al ritmo de la música. 

## Canicross
El guía corre en el terreno y es apoyado por uno o más perros con los que está conectado por una cuerda. El perro tiene un arnés especial para que no resulte herido. Es parecido a los deportes de invierno skijöring que se hace con el esquí de fondo o al bikejöring en el que el guía monta la bicicleta. 

## Mushing
El Mushing es un deporte donde dos o más perros tiran de su guía (musher) que está en un trineo especial. Se convirtió en un deporte canino pero todavía se utiliza en las zonas árticas y antárticas para transporte de personas o de material.

## Dogtrekking
Como en el canicross el guía está conectado con su perro mediante una cuerda elástica pero este es un deporte de larga distancia. El dogtrekking más corto es entre 40 y 80 kilómetros. Lo habitual es una distancia alrededor de 100 kilómetros para una competición.

## Carreras de galgos
Las carreras de galgos son competiciones entre lebreles. Se trata de una disciplina de velocidad en la que los galgos corren tras una liebre artificial. Gana el galgo que llega primero a la meta.

## Coursing
Funciona con la misma base que las carreras pero todas las razas pueden participar. Se practica en un terreno natural y el perro tiene que mostrar la rapidez, y también la inteligencia y la cooperación en la cuadrilla.